# Achaius oratorius
Achaius oratorius là một loài tò vò trong họ Ichneumonidae.

## Hình ảnh

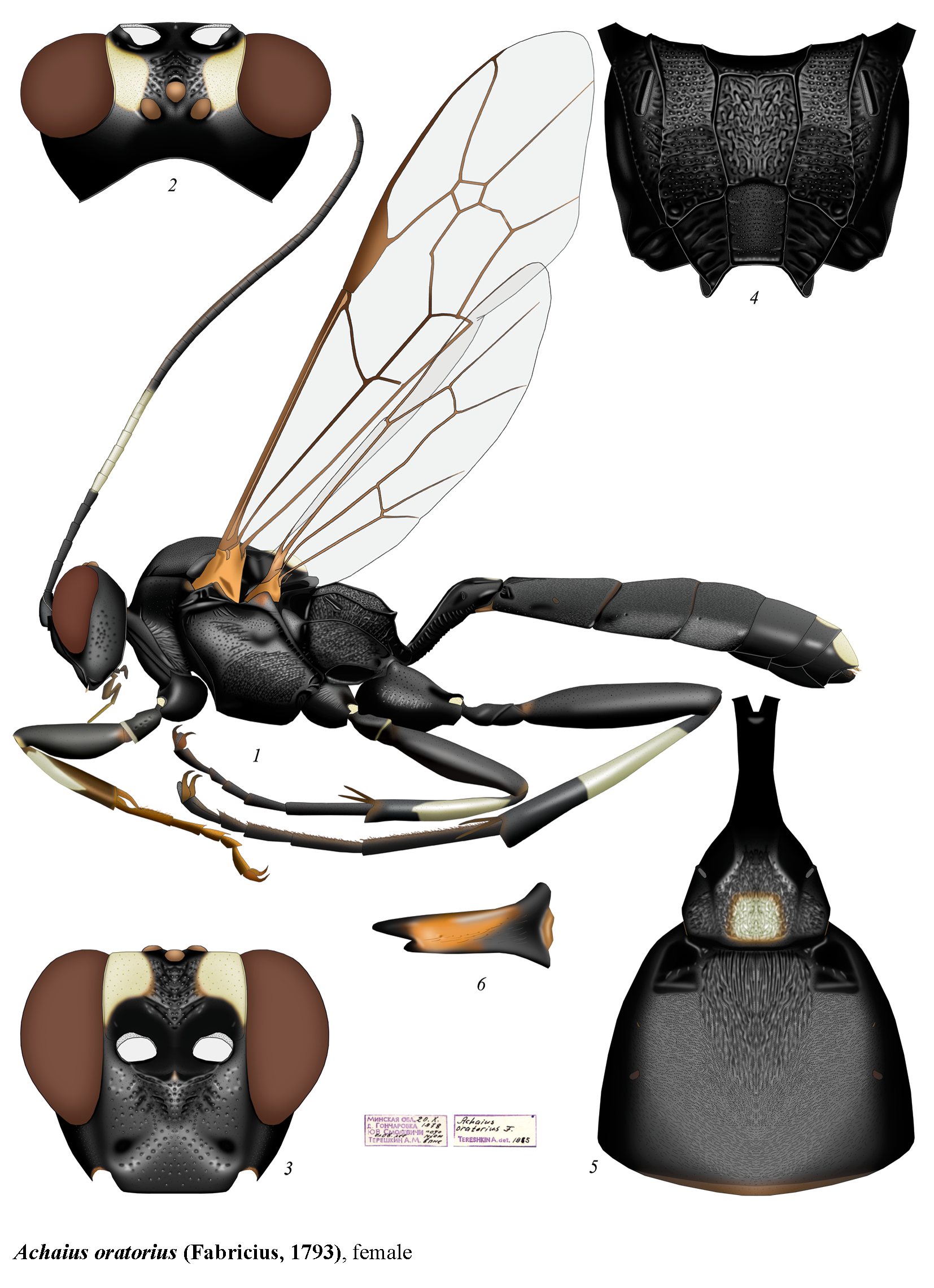